# Hans van der Steeg
Hans van der Steeg is een Nederlandse onderzoeksjournalist en regisseur.

## Biografie
Van der Steeg groeide als jongste van vijf kinderen op in Amersfoort. Na zijn opleiding Journalistiek en Communicatie aan de Christelijke Hogeschool Ede begon Van der Steeg in 2004 als verslaggever bij RTV Utrecht. 
In 2008 maakt hij de overstap naar het actualiteitenprogramma Netwerk van de EO. Voor dit programma deed hij verslag van gebeurtenissen als de kernramp in Japan en reisde hij meermalen naar conflictgebieden in het Midden-Oosten voor reportages als de opkomst van terreurgroep IS. Verder was hij verslaggever voor programma’s als Uitgesproken EO,  het actualiteitenprogramma De Vijfde Dag en Dit is de Dag Reportage. Sinds 2023 maakt hij ook reportages voor Dit is de Middag.
Na een jaar te hebben gewerkt voor Brandpunt van KRO-NCRV stapte hij in 2017 over naar de NOS als NPO1-presentator en regisseur van documentaires. 
Voor NPO1 was hij regisseur van reisdocumentaires in dat gebied als Van Ninevé naar Nazareth (2017), Van Atlas naar Arabië (2019) en Oases in de Oriënt (2020). Op NPO Radio 1 presenteert hij sinds 2020 tevens de programma's Dit is de Dag en Langs de Lijn En Omstreken.
Eind 2020 kwam Van der Steeg zelf in het nieuws toen hij voor het programma Dit is de Dag de rapper Akwasi confronteerde met diens omstreden speech over de Black Lives Matter-demonstratie op de Dam. Akwasi brak het interview af, trok de stekkers uit de opname-apparatuur van de crew, en liep weg met de laptop. Enige tijd later dwong hij Van der Steeg om de opname van het interview te wissen. Van der Steeg stemde daar weliswaar in toe, maar omdat de belofte onder dwang was gegeven werd een back-up gebruikt om het (afgebroken) interview alsnog uit te zenden. Akwasi bood achteraf zijn excuses aan over zijn intimiderende gedrag.

## Erkenning
In 2009 won de oud-Amersfoorter de F.W. Sijthoff Tegel in de categorie ‘Talent’. Hij kreeg de prijs voor zijn driedelige serie De Zeepfabriek Cosmara. De reportage voor het programma Netwerk ging over de ondergang van de Amersfoortse zeepproducent Cosmara.
De jury beloonde zijn 'originele en vindingrijke aanpak om televisie met een hoog informatief en onderhoudend gehalte te maken. De ondergang van een zeepfabriek is in beeld gebracht in de vorm van een soort realitysoap en illustreert zo op unieke wijze de economische crisis'.

## Prijzen
- De Tegel (2009)